# Anton Flüeler
Anton Flüeler (* 24. September 1898 in Stans; † 21. Oktober 1960 ebenda) war ein Schweizer Bühnenbildner, Tänzer, Schauspieler, Illustrator, Glasmaler und Kunsthandwerker.

## Leben und Werk
Anton Flüeler war ein Sohn des Kantonstierarztes Anton Flüeler (1864–1906) und der Agnes, geborene Achermann (1873–1957). Seine Schwester Augustina (1899–1992) war Nonne im Kapuzinerkloster St. Klara in Stans; sie schuf als Textilkünstlerin u. a. liturgische Gewänder. Die andere Schwester Agnes (1901–1994) war mit dem Bildhauer Albert Schilling verheiratet.
Flüeler besuchte von 1913 bis 1915 die Ecole des Métiers technique et art de Fribourg, 1915/16 die Kunstgewerbeschule Luzern und von 1916 bis 1918 die Allgemeine Gewerbeschule Basel, wo er u. a. im Kreis von Niklaus Stöcklin verkehrte. 1920/21 erlernte Flüeler in Riehen bei Emil Gerster (1876–1937) die Glasmalerei und zog anschliessend nach Berlin, wo er hauptsächlich als Kostüm- und Bühnenbildner tätig war, so für das Renaissance- und das Friedrich-Wilhelmstädter-Theater sowie für die Schauspieltruppe von Heinrich George. In Berlin hatte er zudem freundschaftlichen Kontakt zu Eduard Gunzinger und Serge Brignoni. 1922 gewann er einen Bühnenbild-Wettbewerb für das Stadttheater Basel.
Flüeler liess sich 1925 in Berlin an der Tanzschule von Vera Skoronel und Berthe Trümpy (1895–1983) zum Tänzer ausbilden. Es folgten Engagements als klassischer Tänzer an verschiedenen deutschen Opernhäusern, so 1927/28 in Hannover, 1928/29 in Essen und von 1929 bis 1931 in Königsberg. Aufgrund der wirtschaftlich sich verschlechternden Situation in Deutschland entschloss er sich, nach Stans zurückzukehren. In der Folge beschäftigte er sich, abgesehen von gelegentlichen Bühnenengagements im In- und Ausland, mit kirchlicher Kunst. So entstanden in den 30er-Jahren hauptsächlich Glasfenster u. a. acht Doppelbilder für die Marienkirche in Würenlos sowie Kirchengeräte aus Metall und in Zusammenarbeit mit seiner Schwester textile Objekte.
1948, 1949 und von 1950 bis 1952 hielt er sich für längere Aufenthalte in Paris auf, wo er Kontakt zu zahlreichen Künstlern pflegte. Seiner künstlerischen Neigung entsprechend sind seine Zeichnungen der 1940er-Jahre und 1950er-Jahre erwähnenswert, die sich stilistisch an seinem grossen Vorbild Pablo Picasso orientieren.
Flüeler wurde 1919 von Paul Zoelly in einem Gruppenbild rund um den Besuch von Rainer Maria Rilke in Basel porträtiert.

## Werke (Auswahl)
- 1938–1941: Glasfenster für die Guthirt-Kirche in Zug
- 1940–1957: Glasfenster für die katholische Pfarrkirche in Littau
- 1947: Rundfenster für die St.-Josefs-Kirche in Luzern
- 1954–1960: Chorwandmosaik für die St.-Antonius-Kirche in Obbürgen